# Le Clone
Pour plus de détails, voir Fiche technique et Distribution.
Le Clone est un film français de Fabio Conversi sorti en 1998.

## Synopsis
Thomas, ingénieur informatique pour une grande société de logiciels, met au point un programme anti-timidité révolutionnaire. Il réussit à créer un personnage virtuel, Léo, qui lui ressemble comme deux gouttes d'eau, les défauts en moins. Mais voilà que Léo veut à tout prix sortir de son écran pour découvrir le monde réel. Il parvient finalement à se transférer dans le corps de Patrice, l'homme de ménage, et choisit évidemment pour son expérience la première soirée que Thomas avait réservée à sa femme depuis des mois.

## Fiche technique
- Titre : Le Clone
- Réalisation : Fabio Conversi
- Scénario : Fabio Conversi, Michel Hazanavicius et Alexandre Pesle
- Musique : Jean-Louis Négro
- Photographie : Bruno de Keyzer
- Montage : Marie-Blanche Colonna
- Production : Dominique Farrugia et Olivier Granier
- Société de production : Canal+, Galfin, Rigolo Films 2000 (RF2K) et TF1 Films Production
- Société de distribution : PolyGram Film Distribution (France)
- Pays de production :  France
- Genre : Comédie et science-fiction
- Durée : 90 minutes
- Dates de sortie : 
  - France : 17 juin 1998

## Distribution
- Élie Semoun : Thomas
- Dieudonné : Léo / Patrice l'homme de ménage
- Smadi Wolfman : Victoria
- Marie Guillard : Marie
- Aurélie Remacle : Juliette
- Zinedine Soualem : Elias
- Pierre Vernier : Armand
- Axelle Abbadie : Geneviève
- Franck Dubosc : Bernard
- Arno Chevrier : Jean-Claude, l'agent de sécurité
- Bernard Le Coq : François
- Jean-Marie Bigard : Le client de Victoria
- Dominique Farrugia : Le réceptionniste de l'hôtel
- Marie-Christine Adam : Gwendoline

## Autour du film
Il s'agit de l'unique long-métrage de cinéma mettant en vedette le duo Élie et Dieudonné, formé à la scène par Élie Semoun et Dieudonné. Brouillés, les deux humoristes ont mis fin à leur collaboration artistique peu après le tournage du film, et avant sa sortie en salles.